# Vadász Tibor
Vadász Tibor, 1901-ig Wellner Tibor Elemér (Bánfalva, 1899. március 2. – Ausztria, 1959. november 15. előtt) magyar író, novellista.

## Élete
Vadász Aladár (1863–1939) orvos és Guttmann Lídia (1871–1932) gyermekeként született zsidó családban. Középiskolai tanulmányait a Budapesti Ágostai Hitvallású Evangélikus Főgimnáziumban kezdte meg. 1926-ban a Nyugat pályázatán tűnt fel Éveim című elbeszélésével. Négy évvel később a Futóhomok című novellájával második díjat nyert az Otthon Írók és Hírlapírók Köre novellapályázatán. A Múlt és Jövő munkatársa volt. Írásai megjelentek a Nyugat, a Pester Lloyd, Az Újság és a Múlt és Jövő hasábjain. Főképp novellákat írt, de több könyve is megjelent. A Tilos című kötetét a Tevan nyomda adta ki. 
Házastársa Weinreich Margit volt, akit 1934. január 31-én Budapesten, az Erzsébetvárosban vett nőül. Fia Vadász Péter. Az 1956-os forradalom idején betegsége miatt nem tudott emigrálni, csak 1958-ban sikerült Ausztriába jutnia.

## Művei
- Éveim (Nyugat, 1926, 9. szám, 810–823. o.)
- Tilos (novellák, Békéscsaba, 1927)
- Futóhomok (Budapest, 1931)